# موسس آریتا
مؤسس آریتا (انگلیسی: Moses Arita؛ زادهٔ ۳۰ نوامبر ۱۹۹۱) بازیکن فوتبال اهل کنیا است که در حال حاضر برای باشگاه فوتبال وسترن استیما در لیگ برتر کنیا در پست مهاجم بازی می‌کند.
وی در تیم ملی فوتبال کنیا بازی کرده است.